# آتاری جگوار سی‌دی

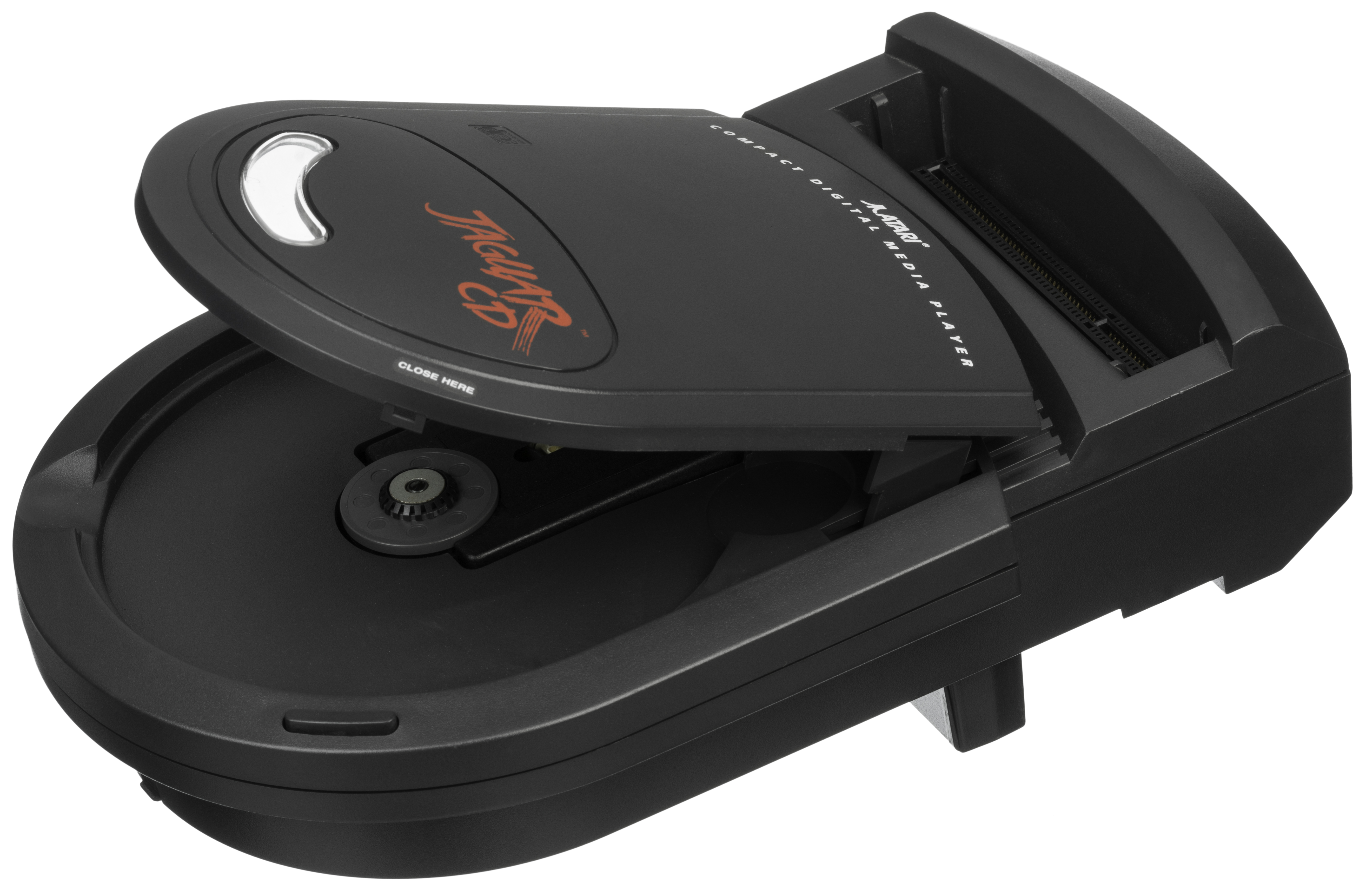
آتاری جگوار CD

آتاری جگوار CD یا Jag CD یک سی‌دی-رام جانبی برای کنسول بازی ویدیویی آتاری جگوار است.
آتاری پیش از عرضهٔ این کنسول در نوامبر ۱۹۹۳، یک درایو CD-ROM برای جگوار اعلام کرد. با نام رمز جگوار II در طول توسعه، سی دی جگوار در ۲۱ سپتامبر ۱۹۹۵ منتشر شد و با قیمت ۱۴۹٫۹۵ دلار به فروش رسید. این محصول از تأخیرهای متعدد رنج می‌برد، زیرا در اصل برای راه اندازی در فصل خرید تعطیلات ۱۹۹۴ در نظر گرفته شده بود. این دستگاه در بالای کنسول جگوار قرار می‌گیرد و در اسلات کارتریج ROM قرار می‌گیرد. این درایو دارای اسلات کارتریج مخصوص به خود است تا امکان اجرای بازی‌های کارتریج را بدون حذف درایو سی دی و اجرای نرم‌افزارهایی که از کارتریج و سی دی به صورت پشت سر هم استفاده می‌کنند را فراهم کند. یک کارتریج جداگانه "Memory Track" برای ذخیره موقعیت بازی ذخیره شده و امتیازات بالا وجود داشت. چندین نشریه از طراحی جگوار سی دی به دلیل داشتن ظاهری شبیه به توالت انتقاد کرده‌اند.
واحد سی دی جگوار دارای یک درایو دو سرعته (۲×) و نرم‌افزار داخلی VLM (ماشین نور مجازی) نوشته شده توسط جف مینتر بود. VLM با استفاده از یک آنالایزر طیف، نمایش نور ویدئویی پیچیده‌ای را هنگام پخش یک سی دی صوتی در دستگاه ارائه کرد. دو بازی (Blue Lightning و Vid Grid)، یک CD موسیقی (تراک موسیقی Tempest 2000) و یک دیسک نمایشی Myst به همراه درایو بسته‌بندی شده بودند. همچنین، صفحه راه‌اندازی با صفحه‌نمایش جگوار مبتنی بر کارتریج متفاوت است: با استفاده از بانک‌های VLM، یک «نمایش نور» تصادفی ایجاد می‌کند که هر بار که کنسول روشن می‌شود متفاوت است. اما استارت آپ ساکت بود.
بازی‌های سی‌دی جگوار می‌توانند تا ۷۹۰ مگابایت داده، بسیار بیشتر از CD-ROMهای معمولی داشته باشند. طراحان تصمیم گرفتند که فرمت‌های CD-ROM ثابت را نادیده بگیرند و در عوض فرمت‌های خود را بر اساس فرمت CD صوتی ایجاد کردند. در حالی که امکان ذخیره‌سازی بسیار بیشتر روی دیسک و جلوگیری از دزدی غیرقانونی را فراهم می‌کند، این قالب تنها تصحیح خطای محدودی را ارائه می‌دهد.
تنها ۱۱ بازی برای سی دی جگوار در طول عمرش منتشر شد: Battlemorph , Baldies , Highlander: The Last of the MacLeods، مرگ مغزی ۱۳، Dragon's Lair , Space Ace , Hover Strike: Unconquered Lands , Myst , Primal Rage، و the two pack. -in. با این حال، عناوین ناتمام قبلی و نسخه‌های خانگی تولید شده‌اند و بازی‌هایی برای جگوار سی‌دی به تازگی در سال ۲۰۱۷ منتشر شده‌اند.
در اواسط سال ۱۹۹۴ آتاری و سیگما دیزاینز قراردادی را امضا کردند تا با همکاری یکدیگر یک برد رایانه شخصی را توسعه دهند که به بازی‌های سی دی جگوار اجازه می‌داد روی رایانه‌های خانگی پخش شوند، با برنامه‌ریزی برای انتشار تا پایان سال ۱۹۹۴، اما هرگز تکمیل نشد.

## کتابخانه بازی
| عنوان                                | ژانر (های)      | توسعه دهندگان            | ناشر (های)               | تاریخ‌های عرضه)  | منطقه (های) منتشر شد |     |                     |                        |            |             |         |
| ------------------------------------ | --------------- | ------------------------ | ------------------------ | --------------- | -------------------- | --- | ------------------- | ---------------------- | ---------- | ----------- | ------- |
| عنوان                                | ژانر (های)      | توسعه دهندگان            | ناشر (های)               | تاریخ‌های عرضه)  | منطقه (های) منتشر شد | طاس | استراتژی زمان واقعی | نرم‌افزار Creative Edge | شرکت آتاری | دسامبر ۱۹۹۵ | NA, PAL |
| Battlemorph                          | تیرانداز        | توجه به جزئیات           | شرکت آتاری               | دسامبر ۱۹۹۵     | NA, PAL              |     |                     |                        |            |             |         |
| رعد و برق آبی                        | شبیه‌ساز         | توجه به جزئیات           | شرکت آتاری               | ۲۱ سپتامبر ۱۹۹۵ | NA, PAL              |     |                     |                        |            |             |         |
| مرگ مغزی ۱۳                          | فیلم تعاملی     | ReadySoft گنجانده شده‌است | ReadySoft گنجانده شده‌است | مارس ۱۹۹۶       | NA, PAL              |     |                     |                        |            |             |         |
| لانه اژدها                           | فیلم تعاملی     | Epicenter Interactive    | ReadySoft گنجانده شده‌است | ۶ دسامبر ۱۹۹۵   | NA, PAL              |     |                     |                        |            |             |         |
| Highlander: The Last of the MacLeods | اکشن، ماجراجویی | Lore Design Limited      | شرکت آتاری               | ۳۰ اکتبر ۱۹۹۵   | NA, PAL              |     |                     |                        |            |             |         |
| Hover Strike: Unconquered Lands      | تیرانداز        | شرکت آتاری               | شرکت آتاری               | ۲۳ اکتبر ۱۹۹۵   | NA, PAL              |     |                     |                        |            |             |         |
| سرباز آهنین ۲                        | شبیه‌ساز         | طراحی نرم‌افزار Eclipse   | بازی‌های تلفنی            | ۳۰ دسامبر ۱۹۹۷  | NA, PAL              |     |                     |                        |            |             |         |
| Myst                                 | ماجراجویی، پازل | Cyan Worlds , Sunsoft    | شرکت آتاری               | ۱۴ دسامبر ۱۹۹۵  | NA, PAL              |     |                     |                        |            |             |         |
| خشم اولیه                            | زد و خورد       | Probe Entertainment      | تایم وارنر تعاملی        | ۱۴ نوامبر ۱۹۹۵  | NA, PAL              |     |                     |                        |            |             |         |
| آس فضایی                             | فیلم تعاملی     | Epicenter Interactive    | ReadySoft گنجانده شده‌است | دسامبر ۱۹۹۵     | NA, PAL              |     |                     |                        |            |             |         |
| Vid Grid                             | پازل            | نرم‌افزار ولتاژ بالا      | شرکت آتاری               | ۲۱ سپتامبر ۱۹۹۵ | NA, PAL              |     |                     |                        |            |             |         |
| مسابقات تور جهانی                    | مسابقه          | تک لندن                  | بازی‌های تلفنی            | ۲ ژوئن ۱۹۹۷     | NA, PAL              |     |                     |                        |            |             |         |